# Piercia perizomoides
Piercia perizomoides är en fjärilsart som beskrevs av Louis Beethoven Prout 1916. Piercia perizomoides ingår i släktet Piercia och familjen mätare. Inga underarter finns listade i Catalogue of Life.